# Izvorišni dio Cetine s Paškim i Vrličkim poljem
Izvorišni dio Cetine s Paškim i Vrličkim poljem este o arie protejată (sit de importanță comunitară — SCI) din Croația întinsă pe o suprafață de 1.743,53 ha, integral pe uscat.

## Localizare
Centrul sitului Izvorišni dio Cetine s Paškim i Vrličkim poljem este situat la coordonatele 43°57′18″N 16°25′19″E / 43.955°N 16.422°E.

## Înființare
Situl Izvorišni dio Cetine s Paškim i Vrličkim poljem a fost declarat sit de importanță comunitară în iulie 2013 pentru a proteja 2 specii de plante și 9 specii de animale.

## Biodiversitate
Situată în ecoregiunile alpină și mediteraneană, aria protejată conține 5 habitate naturale: Pajiști uscate din regiunea submediteraneeană estică (Scorzoneratalia villosae), Cursuri de apă de la nivel de câmpie la nivel montan, cu vegetație Ranunculion fluitantis și Callitricho-Batrachion, Peșteri inaccesibile publicului, Lacuri eutrofice naturale cu vegetație de tip Magnopotamion sau Hydrocharition, Pajiști submediteraneene de Molinio-Hordeion secalini.
La baza desemnării sitului se află mai multe specii protejate:
- plante (2): Gladiolus palustris, Scilla litardierei
- mamifere (4): liliac cu picioare lungi (Myotis capaccinii), liliacul mediteranean cu potcoavă (Rhinolophus euryale), liliacul mare cu potcoavă (Rhinolophus ferrumequinum), liliacul mic cu potcoavă (Rhinolophus hipposideros)
- nevertebrate (3): Austropotamobius pallipes, Coenagrion ornatum, Proterebia afra dalmata
- pești (1): zvârluga (Cobitis taenia)
- reptile (1): țestoasa de baltă (Emys orbicularis)

Pe lângă speciile protejate, pe teritoriul sitului au mai fost identificate 16 specii de plante, 2 specii de nevertebrate, 1 specie de pești.